# لینداز مک‌دونالد
لینداز مک‌دونالد (انگلیسی: Linda McDonald؛ زادهٔ ۷ سپتامبر ۱۹۶۹) طبل‌زن اهل ایالات متحده آمریکا است.